# Oncologie
Oncologia este un domeniu al științei medicale, care se ocupă de studierea etiologiei, patogenezei, diagnosticului, clinicii, tratamentului, abilitării și profilaxiei cancerului, la baza căreia stau metodele chirurgicale, radiologice și medicamentoase de tratament, efectuând în același timp elaborarea și perfecționarea lor.